# Dylan Ryan
Dylan James Ryan (Wollongong, 10 juni 2000) is een Australisch voetballer die voor FC Den Bosch speelt.

## Carrière
Dylan Ryan speelde in de jeugd van Thirroul Thunder FC, waarna hij voor verschillende talentenprogramma's in Australië speelde. Tijdens een toernooi in Engeland met het Football NSW Institute werd hij gescout door Liverpool FC. Hier speelde hij tot 2016. In 2017 maakte hij de overstap naar Willem II. In het seizoen 2017/18 zat hij eenmaal bij de selectie van Willem II en vanaf het seizoen 2019/20 zat hij regelmatig bij de selectie van het eerste elftal, maar debuteerde nooit. Zodoende werd hij in november 2020 aan Melbourne Victory verhuurd. Hij debuteerde voor Melbourne op 24 november 2020, in de met 3-1 verloren uitwedstrijd tegen Beijing Guoan. Deze wedstrijd maakte deel uit van de AFC Champions League, die door de coronacrisis was uitgesteld en in Qatar werd uitgespeeld. Op 23 januari 2021 maakte Ryan zijn competitiedebuut voor Melbourne, in de met 1-0 verloren thuiswedstrijd tegen Adelaide United. Op 30 augustus 2021 tekenende Ryan een contract van twee seizoenen bij FC Den Bosch.

### Statistieken
| Seizoen                   | Club                | Land           | Competitie     | Competitie | Competitie | Beker | Beker | Internationaal | Internationaal | Totaal | Totaal |
| Seizoen                   | Club                | Land           | Competitie     | Wed.       | Dlp.       | Wed.  | Dlp.  | Wed.           | Dlp.           | Wed.   | Dlp.   |
| ------------------------- | ------------------- | -------------- | -------------- | ---------- | ---------- | ----- | ----- | -------------- | -------------- | ------ | ------ |
| 2017/18                   | Willem II           | Nederland      | Eredivisie     | 0          | 0          | 0     | 0     | –              | –              | 0      | 0      |
| 2018/19                   | Willem II           | Nederland      | Eredivisie     | 0          | 0          | 0     | 0     | –              | –              | 0      | 0      |
| 2019/20                   | Willem II           | Nederland      | Eredivisie     | 0          | 0          | 0     | 0     | –              | –              | 0      | 0      |
| 2020/21                   | Willem II           | Nederland      | Eredivisie     | 0          | 0          | 0     | 0     | 0              | 0              | 0      | 0      |
| 2020/21                   | → Melbourne Victory | Australië      | A-League       | 19         | 2          | 0     | 0     | 4              | 0              | 23     | 2      |
| 2021/22                   | Willem II           | Nederland      | Eredivisie     | 0          | 0          | 0     | 0     | –              | –              | 0      | 0      |
| 2021/22                   | FC Den Bosch        | Nederland      | Eerste Divisie | 4          | 0          | 0     | 0     | 4              | 0              | 4      | 0      |
| Carrièretotaal            | Carrièretotaal      | Carrièretotaal | Carrièretotaal | 23         | 2          | 0     | 0     | 4              | 0              | 27     | 2      |
| Bijgewerkt op 10 mei 2022 |                     |                |                |            |            |       |       |                |                |        |        |